# Уильиче (этнос)

Уильиче (исп. Huilliche, Huillice; мап. willi 'юг' + мап. che 'люди') — этническая группа в Чили, относящаяся к мапуче. Они населяют горные долины к югу от реки Тольтен и на архипелаге Чилоэ. В историческое время уильиче говорили на языке уильиче. Некоторые предполагают, что до ассимиляции мапуче уильиче, возможно, говорили на каком-то другом языке.
Для различных групп уильиче могут использоваться следующие названия:
- Уильиче провинции Вальдивия: лафкенче (Lafkenche)
- Уильиче провинции Осорно: уильиче (Huilliche)
- Уильиче провинции Чилоэ: величе (Veliche)